# Progressione del record mondiale della staffetta 4×400 metri femminile
La voce seguente illustra la progressione del record mondiale della staffetta 4×400 metri femminile di atletica leggera.
Il primo record mondiale femminile venne riconosciuto dalla federazione internazionale di atletica leggera nel 1969, mentre il primo record mondiale indoor risale al 1981. Dal 1975 la federazione internazionale ha accettato anche il cronometraggio elettronico per i record nelle distanze fino ai 400 metri e dal 1977 ha richiesto, per l'omologazione dei record, unicamente il cronometraggio elettronico al centesimo di secondo. Ad oggi, la World Athletics ha ratificato ufficialmente 15 record mondiali assoluti e 7 record mondiali indoor di specialità.

## Progressione

### Record assoluti
| Tempo                      | Squadra          | Atlete                                                            | Luogo                   | Data              | Note  |
| -------------------------- | ---------------- | ----------------------------------------------------------------- | ----------------------- | ----------------- | ----- |
| 3'47"4 m                   | Mosca            | Lyudmila Finogenova Tatyana Medvedeva Tamara Voitenko Olga Klein  | Mosca, Unione Sovietica | 30 maggio 1969    |       |
| 3'43"2 m                   | Lettonia         | Lilita Zagere Anna Dundare Ingrida Barkane Sarmite Shtula         | Minsk, Unione Sovietica | 1º giugno 1969    |       |
| 3'37"6 m                   | Gran Bretagna    | Jennifer Pawsey Pauline Attwood Janet Simpson Lillian Board       | Londra, Regno Unito     | 22 giugno 1969    |       |
| 3'34"2 m                   | Francia          | Michèle Mombet Éliane Jacq Nicole Duclos Colette Besson           | Colombes, Francia       | 6 luglio 1969     |       |
| 3'33"9 m                   | Germania Ovest   | Christa Czekay Antje Gleichfeld Inge Bödding Christel Frese       | Atene, Grecia           | 19 settembre 1969 |       |
| 3'30"8 m                   | Gran Bretagna    | Rosemary Stirling Pat Lowe Janet Simpson Lillian Board            | Atene, Grecia           | 20 settembre 1969 | [ 4 ] |
| 3'30"8 m                   | Francia          | Bernadette Martin Nicole Duclos Éliane Jacq Colette Besson        | Atene, Grecia           | 20 settembre 1969 | [ 5 ] |
| 3'29"3 m                   | Germania Est     | Rita Kühne Ingelore Lohse Helga Seidler Monika Zehrt              | Helsinki, Finlandia     | 15 agosto 1971    | [ 6 ] |
| 3'28"8 m                   | Germania Est     | Dagmar Käsling Helga Seidler Monika Zehrt Brigitte Rohde          | Colombes, Francia       | 5 luglio 1972     |       |
| 3'28"5 m                   | Germania Est     | Dagmar Käsling Rita Kühne Helga Seidler Monika Zehrt              | Monaco, Germania Ovest  | 9 settembre 1972  | [ 7 ] |
| 3'23"0 m                   | Germania Est     | Dagmar Käsling Rita Kühne Helga Seidler Monika Zehrt              | Monaco, Germania Ovest  | 10 settembre 1972 | [ 8 ] |
| 3'19"2 m                   | Germania Est     | Doris Maletzki Brigitte Rohde Ellen Streidt Christina Lathan      | Montréal, Canada        | 31 luglio 1976    |       |
| Cronometraggio elettronico |                  |                                                                   |                         |                   |       |
| 3'19"23                    | Germania Est     | Doris Maletzki Brigitte Rohde Ellen Streidt Christina Lathan      | Montréal, Canada        | 31 luglio 1976    |       |
| 3'19"04                    | Germania Est     | Kirsten Emmelmann Sabine Busch Dagmar Neubauer Marita Koch        | Atene, Grecia           | 11 settembre 1982 |       |
| 3'15"92                    | Germania Est     | Gesine Walther Sabine Busch Dagmar Neubauer Marita Koch           | Erfurt, Germania Est    | 3 giugno 1984     |       |
| 3'15"17                    | Unione Sovietica | Tat'jana Ledovskaja Ol'ga Nazarova Marija Pinigina Ol'ha Bryzhina | Seul, Corea del Sud     | 1º ottobre 1988   |       |

### Record indoor
| Tempo   | Squadra          | Atlete                                                                    | Luogo                    | Data             | Note |
| ------- | ---------------- | ------------------------------------------------------------------------- | ------------------------ | ---------------- | ---- |
| 3'34"38 | Germania Ovest   | Heidi-Elke Gaugel Christina Sussiek Christiane Brinkmann Gaby Bußmann     | Dortmund, Germania Ovest | 30 gennaio 1981  |      |
| 3'28"80 | Unione Sovietica | Marina Šmonina Margarita Ponomaryova Ljudmyla Džyhalova Aelita Yurchenko  | Parigi, Francia          | 23 febbraio 1991 |      |
| 3'27"22 | Germania         | Sandra Seuser Katrin Schreiter Annett Hesselbarth Grit Breuer             | Siviglia, Spagna         | 10 marzo 1991    |      |
| 3'26"84 | Russia           | Tat'jana Čebykina Svetlana Gončarenko Ol'ga Kotljarova Tat'jana Alekseeva | Parigi, Francia          | 9 marzo 1997     |      |
| 3'24"25 | Russia           | Tat'jana Čebykina Svetlana Gončarenko Ol'ga Kotljarova Natal'ja Nazarova  | Maebashi, Giappone       | 7 marzo 1999     |      |
| 3'23"88 | Russia           | Olesja Krasnomovec Ol'ga Kotljarova Tat'jana Levina Natal'ja Nazarova     | Budapest, Ungheria       | 7 marzo 2004     |      |
| 3'23"37 | Russia           | Olesja Krasnomovec Ol'ga Zajceva Ol'ga Kotljarova Julija Guščina          | Glasgow, Regno Unito     | 28 gennaio 2006  |      |